# Aenigmodes pentascia
Aenigmodes pentascia is een vlinder uit de familie van de grasmotten (Crambidae). De wetenschappelijke naam van de soort is voor het eerst gepubliceerd in 1936 door Edward Meyrick.
De soort komt voor in Venezuela.